# سنجاب زمینی نواری
سنجاب زمینی نواری (نام علمی: Lariscus) نام یک سرده از تیره سنجاب است.